# George Frederick Root
George Fredrick Root, född 30 augusti 1820 i Sheffield Massachusetts, död 6 augusti 1895, amerikansk musikpedagog, kompositör och sångförfattare från Chicago, USA. 1853 startade Root en musikskola i Chicago. Han blev doktor vid universitetet i Chicago. Han finns representerad i flera psalmböcker varav i Den svenska psalmboken 1986 med originaltext och tonsättning till ett verk (nr 221) och i Frälsningsarméns sångbok 1990 (FA).
Han skrev 1865 ursprungstext och tonsatte sången The Tramp som kom att travesteras av Joe Hill till sången Tramp! Tramp! Tramp! (the Boys Are Coming). Instrumentalversionen förekommer i ett antal filmer som till exempel Kronans kavaljerer, John Ericsson - segraren vid Hampton Roads och Ute blåser sommarvind.

## Psalmer
- Skynda till Jesus, Frälsaren kär Finns på Wikisource.

## Kompositioner
- I din närhet, o min Herre (FA nr 413)
- Kom, låt oss sjunga (FA nr 504)
- Min skatt är i himlen (FA nr 578)
- O hur lycklig är den som har Jesus till vän (FA nr 633)
- O vad ljuvlig fröjd jag känner (FA nr 440)
- O, var är det folk som på Andens bud (Psalmer och Sånger 1987 nr 475) tonsatt 1820
- Se, vi kämpar för Gud (FA nr 638)
- Själ, stäm upp (FA nr 518)
- Skynda till Jesus, Frälsaren kär (1986 nr 221) text och ton 1870 och samma melodi till:
  - Salig för intet (Lova Herren 1988 nr 403)
- Stridsman uti hären, stäm nu upp en sång (FA nr 646)